# Sydkoreas ishockeyförbund
Sydkoreas ishockeyförbund ordnar med organiserad ishockey i Sydkorea. Sydkorea inträdde i IIHF den 25 juli 1960.

### Fotnoter
1. ↑  ”DPR Korea”. International Ice Hockey Federation. http://www.iihf.com/iihf-home/countries/korea.html. Läst 9 april 2012.